# Élections législatives de 1881 en Charente
Les élections législatives de 1881 ont eu lieu les 21 août et 4 septembre 1881.

## Élus
|   | Circonscription | Député sortant              |  | Groupe parlementaire | Député élu                  |  | Groupe parlementaire |
| - | --------------- | --------------------------- |  | -------------------- | --------------------------- |  | -------------------- |
| 1 | 1re d'Angoulême | Jean-Edmond Laroche-Joubert |  | Appel au peuple      | Jean-Edmond Laroche-Joubert |  | Appel au peuple      |
| 2 | 2e d'Angoulême  | Louis Alban Ganivet         |  | Appel au peuple      | Jean Marrot                 |  | Union républicaine   |
| 3 | Barbezieux      | Jules Jean-François André   |  | Appel au peuple      | Jules Jean-François André   |  | Appel au peuple      |
| 4 | Cognac          | Gustave Cunéo d'Ornano      |  | Appel au peuple      | Gustave Cunéo d'Ornano      |  | Appel au peuple      |
| 5 | Confolens       | André Duclaud               |  | Gauche républicaine  | André Duclaud               |  | Union républicaine   |
| 6 | Ruffec          | Louis Gautier               |  | Appel au peuple      | Louis Gautier               |  | Appel au peuple      |

## Résultats à l'échelle du département
| Partis         | Partis               | Premier tour | Premier tour | Sièges |
| Partis         | Partis               | Voix         | %            | Sièges |
| -------------- | -------------------- | ------------ | ------------ | ------ |
|                | Républicains modérés | 42 180       | 51,02        | 2      |
|                | Bonapartistes        | 40 496       | 48,98        | 4      |
|                |                      |              |              |        |
| Inscrits       | Inscrits             | 113 517      | 100,00       | 6      |
| Votants        | Votants              | 85 148       | 75,01        |        |
| Abstentions    | Abstentions          | 28 369       | 24,99        |        |
| Blancs et nuls | Blancs et nuls       | 2 472        | 2,90         |        |
| Exprimés       | Exprimés             | 82 676       | 97,10        |        |

## Résultats par arrondissement

### Arrondissement d'Angoulême

#### 1recirconscription d'Angoulême
| Candidats      | Candidats                   | Étiquette          | Premier tour | Premier tour |
| Candidats      | Candidats                   | Étiquette          | Voix         | %            |
| -------------- | --------------------------- | ------------------ | ------------ | ------------ |
|                | Jean-Edmond Laroche-Joubert | Bonapartiste       | 8 394        | 56,57        |
|                | Guimberteau                 | Républicain modéré | 6 443        | 43,43        |
|                |                             |                    |              |              |
| Inscrits       | Inscrits                    | Inscrits           | 20 522       | 100,00       |
| Votants        | Votants                     | Votants            | 15 026       | 73,22        |
| Abstention     | Abstention                  | Abstention         | 5 496        | 26,78        |
| Blancs et nuls | Blancs et nuls              | Blancs et nuls     | 189          | 1,26         |
| Exprimés       | Exprimés                    | Exprimés           | 14 837       | 98,74        |

#### 2ecirconscription d'Angoulême
| Candidats      | Candidats           | Étiquette          | Premier tour | Premier tour |
| Candidats      | Candidats           | Étiquette          | Voix         | %            |
| -------------- | ------------------- | ------------------ | ------------ | ------------ |
|                | Jean Marrot         | Républicain modéré | 8 002        | 50,88        |
|                | Louis Alban Ganivet | Bonapartiste       | 7 724        | 49,12        |
|                |                     |                    |              |              |
| Inscrits       | Inscrits            | Inscrits           | 19 897       | 100,00       |
| Votants        | Votants             | Votants            | 15 853       | 79,68        |
| Abstention     | Abstention          | Abstention         | 4 044        | 20,32        |
| Blancs et nuls | Blancs et nuls      | Blancs et nuls     | 127          | 0,80         |
| Exprimés       | Exprimés            | Exprimés           | 15 726       | 99,20        |

### Arrondissement de Barbezieux
| Candidats      | Candidats                 | Étiquette          | Premier tour, | Premier tour, |
| Candidats      | Candidats                 | Étiquette          | Voix          | %             |
| -------------- | ------------------------- | ------------------ | ------------- | ------------- |
|                | Jules Jean-François André | Bonapartiste       | 7 788         | 67,16         |
|                | Lafargue                  | Républicain modéré | 3 808         | 32,84         |
|                |                           |                    |               |               |
| Inscrits       | Inscrits                  | Inscrits           | 15 679        | 100,00        |
| Votants        | Votants                   | Votants            | 11 761        | 75,01         |
| Abstention     | Abstention                | Abstention         | 3 918         | 24,99         |
| Blancs et nuls | Blancs et nuls            | Blancs et nuls     | 165           | 1,40          |
| Exprimés       | Exprimés                  | Exprimés           | 11 596        | 98,60         |

### Arrondissement de Cognac
| Candidats      | Candidats              | Étiquette          | Premier tour | Premier tour |
| Candidats      | Candidats              | Étiquette          | Voix         | %            |
| -------------- | ---------------------- | ------------------ | ------------ | ------------ |
|                | Gustave Cunéo d'Ornano | Bonapartiste       | 8 621        | 51,46        |
|                | Delamain               | Républicain modéré | 8 132        | 48,54        |
|                |                        |                    |              |              |
| Inscrits       | Inscrits               | Inscrits           | 21 637       | 100,00       |
| Votants        | Votants                | Votants            | 16 926       | 78,23        |
| Abstention     | Abstention             | Abstention         | 4 711        | 21,77        |
| Blancs et nuls | Blancs et nuls         | Blancs et nuls     | 173          | 0,02         |
| Exprimés       | Exprimés               | Exprimés           | 16 753       | 98,98        |

### Arrondissement de Confolens
| Candidats      | Candidats      | Étiquette          | Premier tour | Premier tour |
| Candidats      | Candidats      | Étiquette          | Voix         | %            |
| -------------- | -------------- | ------------------ | ------------ | ------------ |
|                | André Duclaud  | Républicain modéré | 8 998        | 100,00       |
|                |                |                    |              |              |
| Inscrits       | Inscrits       | Inscrits           | 18 725       | 100,00       |
| Votants        | Votants        | Votants            | 10 726       | 57,28        |
| Abstention     | Abstention     | Abstention         | 7 999        | 42,72        |
| Blancs et nuls | Blancs et nuls | Blancs et nuls     | 1 728        | 16,11        |
| Exprimés       | Exprimés       | Exprimés           | 8 998        | 83,89        |

### Arrondissement de Ruffec
| Candidats      | Candidats             | Étiquette          | Premier tour | Premier tour |
| Candidats      | Candidats             | Étiquette          | Voix         | %            |
| -------------- | --------------------- | ------------------ | ------------ | ------------ |
|                | René François Gautier | Bonapartiste       | 7 969        | 53,97        |
|                | Barilier              | Républicain modéré | 6 797        | 46,03        |
|                |                       |                    |              |              |
| Inscrits       | Inscrits              | Inscrits           | 17 057       | 100,00       |
| Votants        | Votants               | Votants            | 14 856       | 87,10        |
| Abstention     | Abstention            | Abstention         | 2 201        | 12,90        |
| Blancs et nuls | Blancs et nuls        | Blancs et nuls     | 90           | 0,61         |
| Exprimés       | Exprimés              | Exprimés           | 14 766       | 99,39        |